# Ton Büchner
Ton Büchner (* 1965, Niederländer und Schweizer Staatsbürger) ist seit 2020 Präsident des Verwaltungsrates der Immobiliengruppe Swiss Prime Site AG und der Schweizer Industriegruppe Burckhardt Compression Holding AG. Er ist seit 2016 Mitglied des Verwaltungsrates des Schweizer Pharmakonzerns Novartis und ist seit 2014 Mitglied des Gesellschafterausschusses der Voith GmbH & Co. KGaA, Deutschland.

## Leben
Büchner studierte Bauingenieurwesen an der Delft University of Technology und schloss 1988 sein Studium mit einem Master in Engineering ab. Er startete seine Karriere als Bauingenieur im Bereich Offshore Construction bei Allseas Engineering, Niederlande, und wurde danach Projekt Manager bei R.J. Brown and Associates, Singapur als auch bei John Brown Engineers and Constructors (bis 1992).
Nach Abschluss seines MBA im Jahr 1993 am International Institute for Management Development (IMD) in Lausanne wurde er 1994 Strategic Development Manager beim Schweizer Industrieunternehmen Sulzer. Danach wurde er Ende 1995 bis 1998 Chief Representative für Sulzer in China und übernahm danach verschiedene Management Positionen bei Sulzer (President Sulzer Turbomachinery Services, President Sulzer Pumps) bevor er im Februar 2007 zum Chief Executive Officer (CEO) von Sulzer AG ernannt wurde. Diese Position hielt er bis Oktober 2011 inne.
Von 2012 bis 2017 war er Chief Executive Officer (CEO) und Vorsitzender der Geschäftsleitung bei AkzoNobel NV in den Niederlanden.

### Verwaltungsratsmandate
- Swiss Prime Site AG, Präsident des Verwaltungsrates, nicht exekutiv (seit 2020)
- Burckhardt Compression AG, Präsident des Verwaltungsrates, nicht exekutiv (seit 2020)
- Novartis, Mitglied des Verwaltungsrates, nicht exekutiv (seit 2016)
- Voith GmbH, Mitglied des Gesellschafterausschusses (seit 2014)

### Non-profit Organisationen
- Executive Advisory Board Member, WORLD.MINDS
- ERT Entrepreneurs AG (Entrepreneurs Roundtable), Advisory Board Member Niederlande

## Privatleben
Ton Büchner ist verheiratet.